# Zhang Zuolin
Dans ce nom chinois, le nom de famille, Zhang, précède le nom personnel.
Pour les articles homonymes, voir Zhang.
Zhang Zuolin, aussi orthographié ou Tchang Tso-lin, ou Chang Tso-lin (chinois simplifié : 张作霖 ; chinois traditionnel : 張作霖 ; pinyin : Zhāng Zuòlín), né le 19 mars 1875 à Haicheng, province du Liaoning, Chine et tué le 4 juin 1928 à Shenyang, dans la même province, est un seigneur de la guerre chinois. Il fut l'un des principaux protagonistes des luttes pour le pouvoir, à l'époque des seigneurs de la guerre, et fut de 1927 à 1928 le chef de l'État auto-proclamé de la république de Chine. Sa faction militaire était désignée sous le sobriquet de « Clique du Fengtian », Fengtian étant le nom de la région de Mandchourie correspondant à peu près à la province actuelle du Liaoning d'où cette clique était originaire. Il meurt dans l'explosion de son wagon durant l'incident de Huanggutun, un attentat orchestré par une faction de l'armée impériale japonaise.
Parmi les seigneurs de la guerre, Zhang Zuolin fait partie de la seconde génération. La première, lettrée, est constituée de militaires impériaux au pouvoir lors de la révolution de 1911. Zhang, né dans une famille de paysans chinois, accède au pouvoir militaire par des chemins détournés.

## Biographie
Les premières années de Zhang Zuolin sont mal connues. Il est né dans une famille de paysans pauvres appartenant à l'ethnie mandchoue. Il est recruté en 1895 par l'armée chinoise, et combat dans la guerre contre le Japon. La défaite de la Chine, face à un ancien vassal, est cuisante. Zhang Zuolin, qui a déserté, devient chef d'une bande de malfaiteurs en Mandchourie. 

### Maître de la Mandchourie
En 1905, Zhang s'engage du côté japonais dans la guerre russo-japonaise, d'où les Japonais sortent encore une fois vainqueurs. Cette victoire bouleverse les conceptions ethnocentriques occidentales : des Asiatiques, pour la première fois, l'emportaient dans une guerre moderne. Bien qu'officiellement chinoise, la Mandchourie passe dans la sphère d'influence japonaise. Zhang Zuolin s'y fait connaître des Japonais. Il monte progressivement une petite armée personnelle et gagne encore en importance au moment du mouvement révolutionnaire de 1911, quand ses troupes occupent Shenyang, capitale administrative de la Mandchourie, Zhang devenant de fait le gouverneur militaire de la province. En 1915, il refuse de céder sa place au nouveau gouverneur militaire nommé par le gouvernement de la république de Chine. Le président Yuan Shikai, qui a alors besoin de son soutien militaire, officialise sa position en le nommant gouverneur militaire du Fengtian, un territoire correspondant approximativement à la province du Liaoning, en 1916. En 1918, Zhang a su faire reconnaître son autorité par les provinces avoisinantes, devenant le maître de fait de toute la Mandchourie, et se comportant en véritable chef d'État.

### Les guerres pour la capitale
Zhang Zuolin contrôle dans le nord de la Chine l'une des plus imposantes factions armées chinoises. La Sibérie, frontalière de son fief de Mandchourie, est encore parcourue par les combats de la guerre civile russe, et Zhang doit gérer les relations avec les bolcheviks comme avec les armées blanches qui leur disputent le territoire. Il compose également avec l'empire du Japon : celui-ci bénéficie en Mandchourie de concessions, notamment depuis la guerre russo-japonaise, et son armée du Guandong stationne dans la région. Zhang nomme comme responsable des finances de la Mandchourie Wang Yongjiang, qui s'efforce de moderniser l'économie de la Mandchourie, et introduit une nouvelle devise, le dollar du Fengtian (Feng Piao). 
À Pékin, le jeu politique entre les différentes factions politiques composant le gouvernement de Beiyang tourne de plus en plus à l'affrontement militaire. Une armée telle que celle de Zhang Zuolin constitue un soutien non négligeable : à l'été 1920, Zhang Zuolin s'associe à Cao Kun de la clique du Zhili contre le président de la République Xu Shichang, allié à Duan Qirui et à la clique d'Anhui. C'est la guerre Zhili-Anhui dans laquelle il sort vainqueur et où il partage donc le pouvoir durant deux ans avec Cao Kun, qui lui accorde le contrôle de la Mongolie-Intérieure. 
En 1922, Zhang est confronté à la faction militaire de Wu Peifu : le 4 mai, les troupes de Zhang sont battues. Il se réfugie dans son fief, déclare l'indépendance de la Mandchourie, mais finit par accepter les demandes de Wang Yongjiang, qui réclame la fin de la loi martiale et la séparation des administrations civiles et militaires.
Grâce aux soutiens financiers japonais, Zhang Zuolin reconstitue ses forces militaires, tandis que l'économie de la Mandchourie bénéficie de la politique de Wang Yongjiang.
À partir de 1924, se forme le Premier front uni chinois (1924-1927) alliant communiste du Parti communiste chinois (PCC) et nationalistes du Kumintang contre les seigneurs de la guerre du gouvernement de Beiyang. À l'automne 1924, Zhang Zuolin profite de la situation de quasi-guerre civile régnant dans la Chine centrale pour attaquer à nouveau Pékin. Un chef militaire du Zhili, le « général chrétien » Feng Yuxiang, change d'alliance et renverse Cao Kun lors du coup de Pékin. Feng partage le pouvoir avec Zhang Zuolin, et Duan Qirui redevient officiellement chef du gouvernement, mais en étant contrôlé par les deux autres seigneurs de la guerre. La faction de Zhang Zuolin contrôle un temps plusieurs provinces, le Zhili, le Shandong, le Jiangsu, et l'Anhui. Mais ses troupes sont ensuite repoussées par celles de Sun Chuanfang. Cela dégénère en la seconde guerre Zhili-Fengtian. L'économie de la Mandchourie s'écroule sous le poids des dépenses imposées par les campagnes militaires de Zhang Zuolin. Wang Yongjiang finit par démissionner de son poste en février 1926.

### Au pouvoir à Pékin

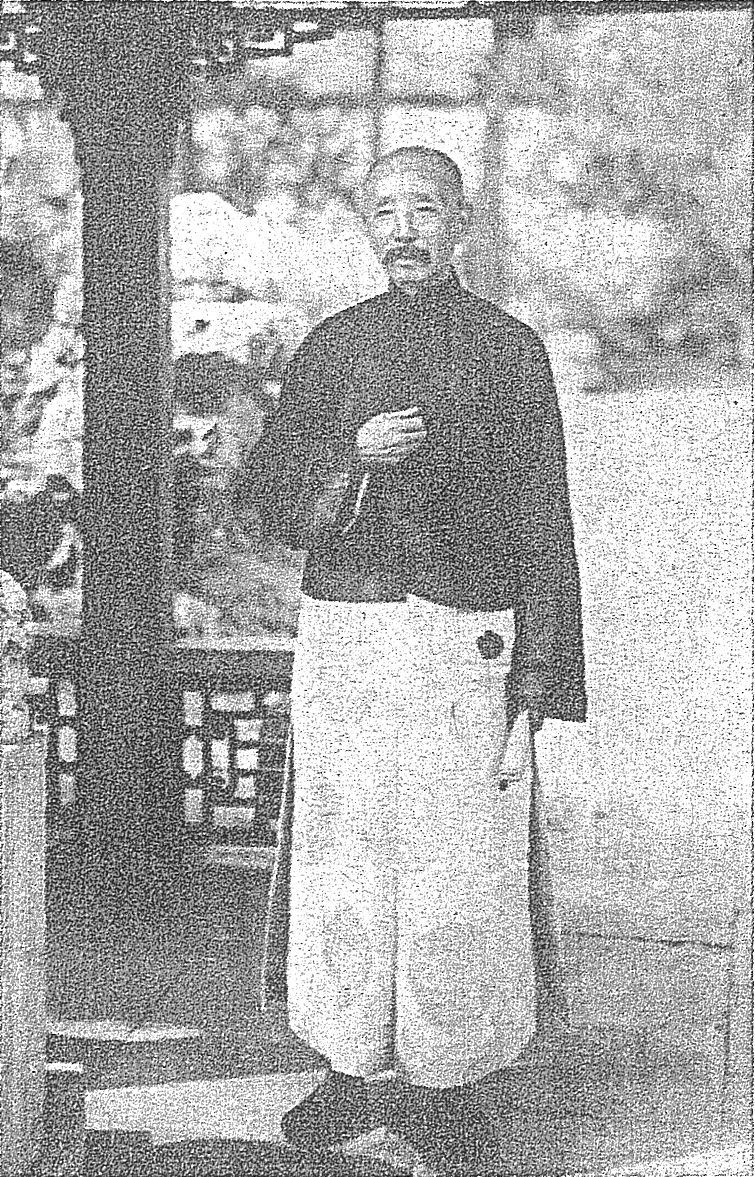
Zhang Zuolin à Pékin, en 1928.

En 1926, Duan Qirui fuit Pékin devant l'avance des troupes de Feng Yuxiang. Zhang Zuolin  refuse de soutenir Duan et décide d'assumer lui-même ouvertement le pouvoir : en juin 1926, ses troupes prennent Pékin. Mais, dès juillet, le Kuomintang, sous la direction militaire de Tchang Kaï-chek, lance l'expédition du nord afin d'unifier le pays sous la houlette du gouvernement nationaliste et d'abolir la domination des seigneurs de la guerre. 
Le 6 avril 1927 il effectue un raid sur l'ambassade d'URSS de Pékin
En juin 1927, Zhang Zuolin officialise son statut en se proclamant « grand maréchal du gouvernement militaire de la république de Chine ». L'Armée nationale révolutionnaire du Kuomintang continue entre-temps d'avancer, et voit ses effectifs doubler grâce aux multiples ralliements de seigneurs de la guerre. En mai 1928, les troupes de Zhang Zuolin sont battues. Face à l'avancée des forces ennemies, Zhang abandonne Pékin le 3 juin 1928 et bat en retraite vers la Mandchourie. Mais le lendemain, son train privé, passant sur un viaduc appartenant à la compagnie japonaise des chemins de fer de Mandchourie du Sud, est la cible d'un attentat à la bombe organisé par une faction de l'armée impériale japonaise (l'incident de Huanggutun). Zhang Zuolin est tué, sa mort n'étant annoncée officiellement que le 21.
Son fils Zhang Xueliang (1901-2001) lui succède à la tête de sa faction militaire, et annonce le 29 décembre 1928 son ralliement au gouvernement du Kuomintang.

## Culture
- Le général Tchang, l'un des personnages de l'album de bande dessinée Corto Maltese en Sibérie, est directement inspiré de Zhang Zuolin[4].
- Page 49 de son livre La Chine en folie, Albert Londres relate l'entretien qu'il a avec ce seigneur de guerre en 1922, à Moukden.